# Mina Eureka

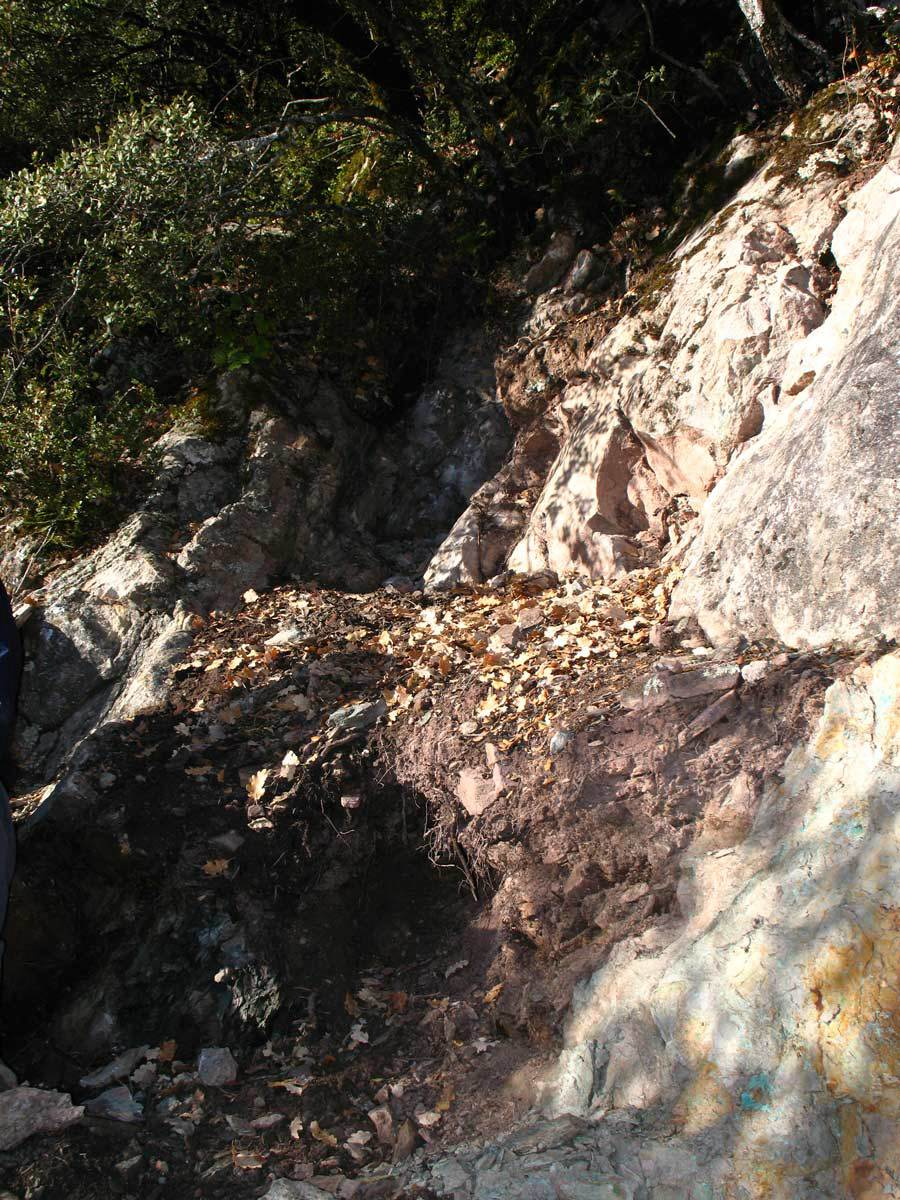
Uno de los afloramientos mineralizados en la Mina Eureka.

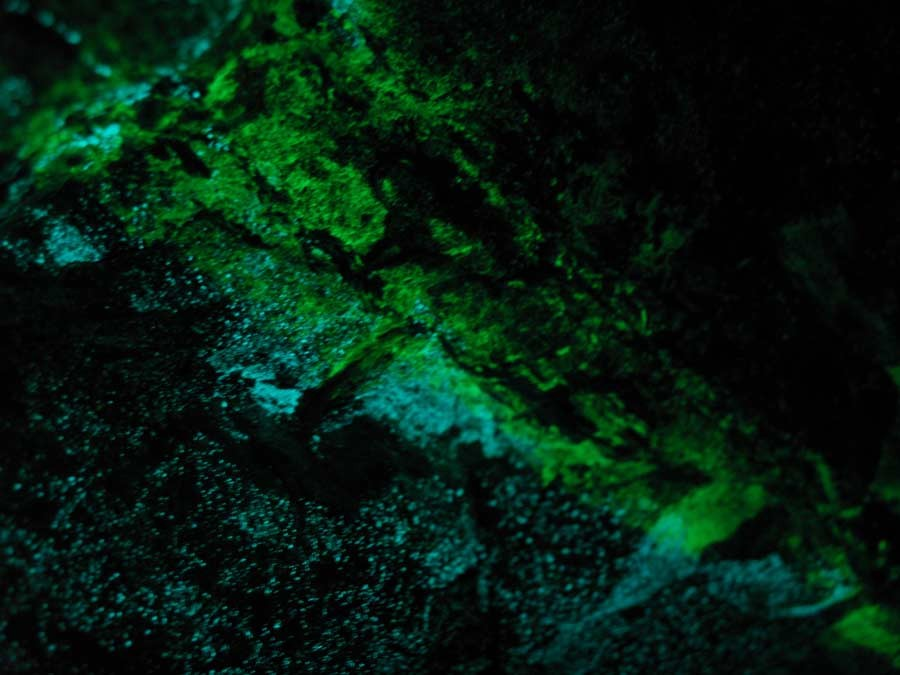
Fluorescencia (onda corta y onda larga) dentro de una de las galerías.

La mina Eureka es una mina que actualmente se encuentra totalmente abandonada. Esta se encuentra en el pueblo de Castell-estaó ( Pallars Jussà ), a ambas orillas del río Flamisell. Aunque nunca se llegó a explotar como mina la infraestructura se instaló bajo un permiso de investigación y como parte de trabajos de investigación entre 1962 y 1965, cuando se abrieron las cuatro galerías que hoy podemos reconocerlo.

## Mineralización

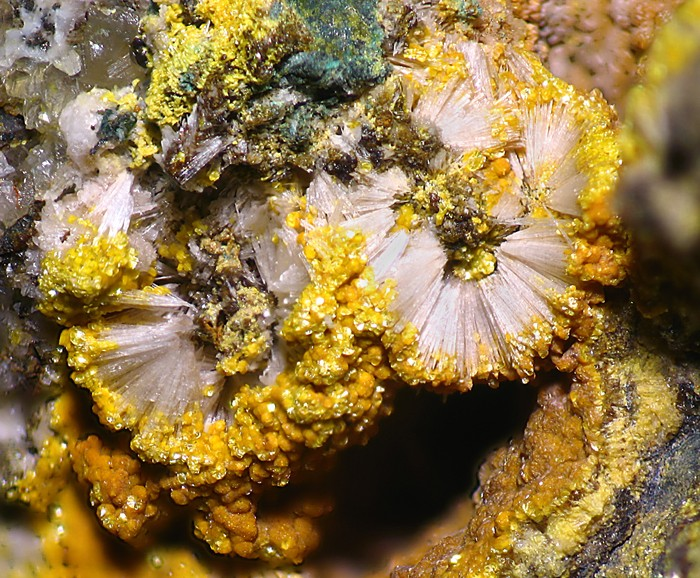
Tiuiamunita, extraída de la mina.

Está situada en una de las mineralizaciones de cobre, uranio y vanadio que se encontrara en las areniscas del Triásico inferior a la zona de tráfico entre Budsanstein y el Permiano, en lo que se conoce como un "red-bed". Es un depósito polifásico en el que existen tres etapas diferentes de la mineralización. Estas son:
- Primaria: estratoligada. Es la más importante de todas. Se encuentra relacionada con procesos en un ambiente muy reducido (redox) con algunos niveles de materia orgánica y que se caracteriza por un cambio de color de la arenisca de color rojo. Se compone de grandes milimétricos de una compleja serie de sulfuros y sulfosales -Cu-Fe-Zn-Bi-Co-Ni-Sb-As-Se y óxidos de UV y silicatos.

- Secundaria: formación de filones. Los pequeños filones se forman mediante el relleno de juntas de removilización relacionadas con los movimientos tectónicos (deformación alpina). Su composición es principalmente de cuarzo - ankerita y de sulfuros de cobre.

- Terciaria: supergénica. Esta fase de alteración forma una amplia gama de minerales secundarios, siendo particularmente amplio y variado en el caso del uranio. Por último, en esta fase hay una serie de minerales de neoformación depositados sobre las paredes del interior de las galerías.

## Minerales
Se puede encontrar principalmente cuarzo y barita, así como varios sulfuros y carbonatos como el ankerita, y minerales de uranio como el andersonita o la uraninita . Entre todos los minerales, se destaca el descubrimiento de la abellaita, un mineral de la clase de los carbonatos, el primer mineral en ser descubierto en toda Cataluña.
Además, cabe señalar que esta mina ha sido el segundo yacimiento en el mundo donde se ha encontrado Cejkaita, una especie mineral muy rara, así como de otros minerales raros de uranio como la arsenuranilita, la compreignacita o la natrozippeita . Más recientemente, la paragénesis de la mina se ha ampliado con el hallazgo de boltwoodita, devillina, gordaita, lavendulana, metamunirita, schröckingerita y volborthita, entre otros.